# Allapur, Aurad
Allapur là một làng thuộc tehsil Aurad, huyện Bidar, bang Karnataka, Ấn Độ.